# Pachystira impressipennis
Pachystira impressipennis is een keversoort uit de familie zwartlijven (Tenebrionidae). De wetenschappelijke naam van de soort is voor het eerst geldig gepubliceerd in 1997 door Bin Chen.